# Fotolitografia ultraviolada extrema (electrònica)

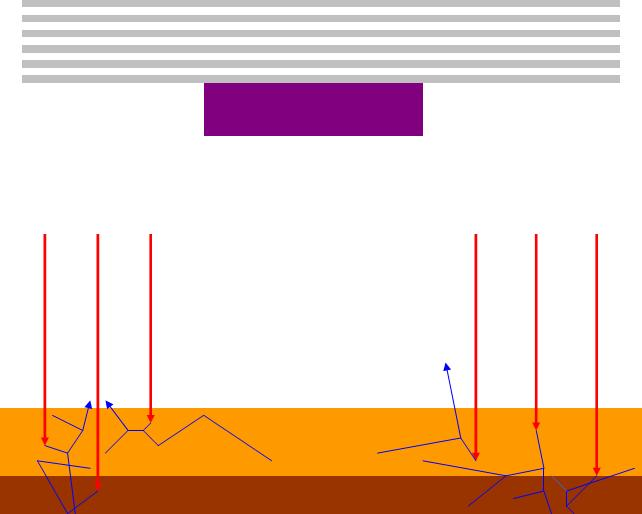
Fig.1 Mecanisme de fotolitografia EUV : llínies en vermell (radiació ultraviolada) que és absorbida per la capa de substracte (zona groga i marró)

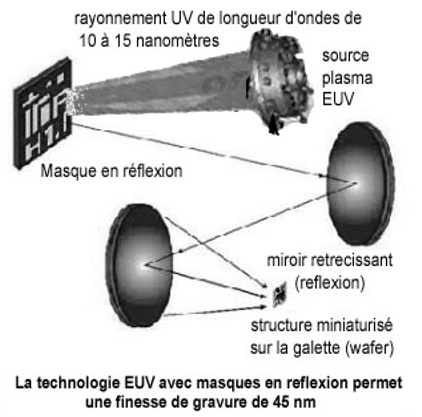
Fig.2 Mecansme d'EUVL : fonts de radiació, màscara a gravar, òptiques reflectives i substracte objectiu.

Fotolitografia ultraviolada extrema (també coneguda per EUV o EUVL), en electrònica, és una tecnologia de fotolitografia de pròxima generació que empra llum longitud d'ona d'ultraviolat extrem (radiació ultraviolada d'alta energia) de 13,5 nm. La tecnologia EUVL està en fase de desenvolupament i estarà en producció massiva cap al 2020. EUVL és necessària per a continuar augmentant la densitat de transistors segons la llei de Moore.

## Característiques
- Longitud d'ona de 13,5 nm, però tots els sòlids, líquids i gasos absorbeixen aquesta longitud d'ona, per tant :
  - el procés cal realitzar-lo al buit.
  - i en comptes d'òptiques d'enfocament cal emprar reflectors òptics (vegeu Fig.2)

## Fabricants
Exemple d'empreses que implementen EUVL : Intel, TSMC, GlobalFoundries, ASML Holding